# 兰屿百脉根
兰屿百脉根（学名：Lotus australis）为豆科百脉根属下的一个种。

## 扩展阅读
- 維基物種上的相關：兰屿百脉根